# Nationales Eisenbahnmuseum von Sierra Leone
Das Nationale Eisenbahnmuseum von Sierra Leone (englisch Sierra Leone National Railway Museum) ist das Eisenbahnmuseum von Sierra Leone. Es handelt sich um eine staatlich geförderte Kultur- und Forschungseinrichtung. Das Museum befindet sich in der Vorstadt Cline Town der Hauptstadt Freetown.
Das Museum wurde 2005 in den Gebäuden der Werkstätten der 1974 geschlossenen staatlichen Eisenbahn errichtet. Das Museum ist Heimat einer der größten Sammlungen afrikanischer Lokomotiven, Eisenbahnwagen und Relikten aus der Eisenbahngeschichte, darunter:
- Beyer-Peacock-Garratt-Dampflokomotive Nr. 73 aus dem Jahr 1955
- Hunslet Dampflokomotive Nr. 81 von 1947
- Manning Wardle Dampflokomotive Nellie von 1915
- Diesel-Lokomotiven aus den Jahren 1958 und 1959
- Salonwagen der britischen Königin aus dem Jahr 1961[1]

## Galerie

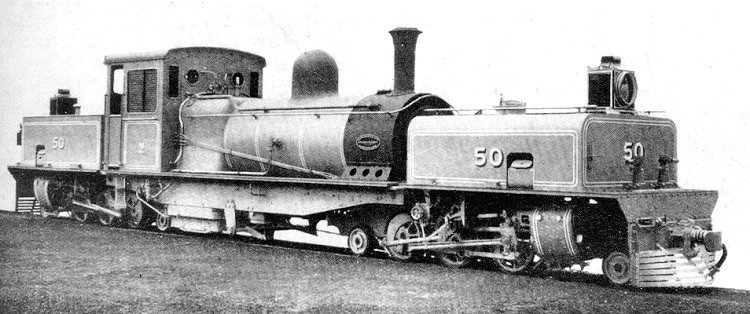
Garratt von Beyer-Peacock (1926)
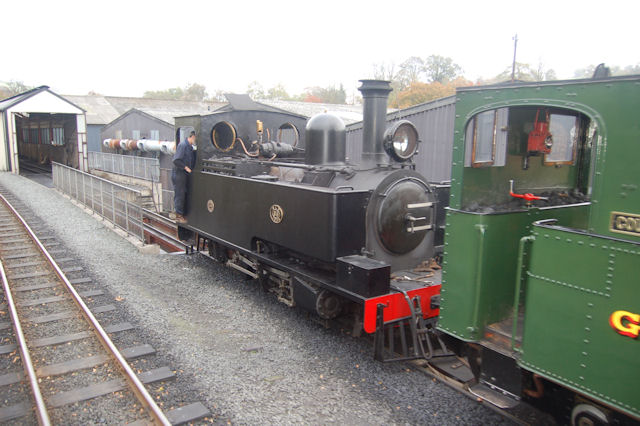
Züge im Museum